# Naphtolette
Naphtolette war ein französischer Hersteller von Automobilen.

## Unternehmensgeschichte
Das Unternehmen begann 1901 mit der Produktion von Automobilen. Der Markenname lautete Naphtolette, als Anspielung auf Naphthalin (Rohöl). 1904 endete die Produktion. Eine andere Quelle nennt die Zeit um 1899 als Bauzeitraum.

## Fahrzeuge
Im Angebot stand nur ein Modell. Dies war ein Kleinwagen, der der Decauville Voiturelle ähnelte. Für den Antrieb sorgte ein Motor mit 2,5 PS Leistung.